# Calomyscus tsolovi
Calomyscus tsolovi är en däggdjursart som beskrevs av Peshev 1991. Calomyscus tsolovi ingår i släktet mushamstrar, och familjen hamsterartade gnagare. IUCN kategoriserar arten globalt som otillräckligt studerad. Inga underarter finns listade i Catalogue of Life.
Arten når en kroppslängd (huvud och bål) av 66 till 75 mm och en svanslängd av 55 till 66 mm. Den har 13 till 17 mm långa bakfötter och 12 till 14 mm långa öron. Viktuppgifter saknas. Ovansidans päls bildas av hår som är ljusgråa vid roten och gråbruna vid spetsen. Det finns en tydlig gräns mot den vita undersidan. Fötterna kännetecknas av smala och korta tår. På svansen förekommer främst korta bruna hår som är glest fördelade. Endast vid spetsen förekommer en tofs av längre hår.
Denna gnagare är bara känd från en liten region i södra Syrien. Vid upptäckten undersöktes cirka 15 individer. Habitatet noterades inte men det antas att arten lever i halvöknar.